# Lockheed L-1249 Super Constellation
Lockheed L-1249 Super Constellation là một phiên bản trang bị động cơ turbine của dòng máy bay Lockheed Constellation.

## Biến thể

### Định danh quân sự
R7V-2
YC-121F

### Định danh công ty/dân sự
L-1249A
L-1249B

## Tính năng kỹ chiến thuật (YC-121F)

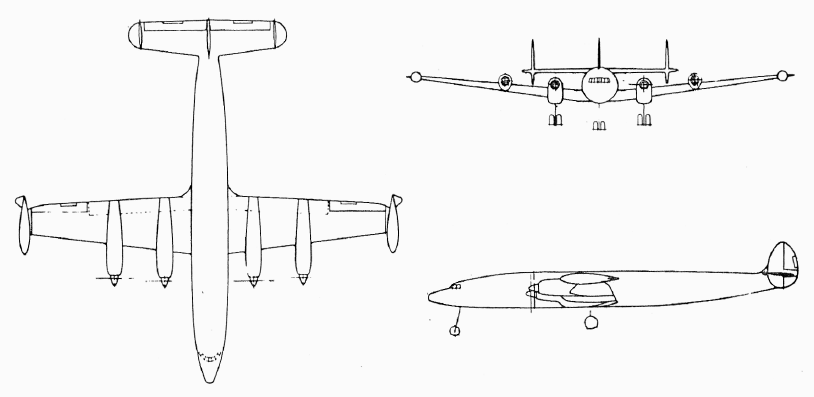
L-1249A Super Constellation

Dữ liệu lấy từ Lockheed Constellation: from Excalibur to Starliner Civilian and Military Variants by Dominique Breffort AirForceTimes.com, and Alternate Wars.com
Đặc điểm tổng quát
- Tổ lái: 4 hoặc 15
- Sức chuyên chở: 87-106 hành khách 
73 cáng cứu thương
- Tải trọng: 24.210 lbs hàng hóa (10.981,5 kg)
- Chiều dài: 116 ft 2 in (35,418 m)
- Sải cánh: 117 ft 7 in - 190 ft (35,839 m – 57,912 m)
- Chiều cao: 25 ft 6 in (7,7724 m)
- Diện tích cánh: 1.615 sq ft (150,04 sq m)
- Trọng lượng rỗng: 150.999 lbs (68.492 kg)
- Trọng lượng cất cánh tối đa: 136.000 lbs (61.688 kg)
- Động cơ: 4 × Pratt & Whitney T34-P-6 kiểu turboprop, 5.530,67 hp (4.124,22 kW)  mỗi chiếc
- Cánh quạt: Hamilton Standard Hydromatic , 3 mỗi động cơ
  - Đường kính cánh quạt: 15 ft (4,572 m)

 Hiệu suất bay 
- Vận tốc cực đại: 479 mph (770,88 km/h)
- Vận tốc hành trình: 430 mph (692,02 km/h)
- Thất tốc: 117,4 mph (188,9 km/h)
- Tầm bay: 1.998 naut. mi với 24.210 lb tải trọng (3.700,3 km)
- Bán kính chiến đấu: 1.000 naut. mi với 24.210 lb tải trọng (1.852 km)
- Trần bay: 26.400 ft với công suất trung bình và trọng lượng cất cánh 
32.900 ft trọng lượng chiến đấu và công suất tối đa (8,046 km; 10,027 km)
- Vận tốc leo cao: 2.310 fpm với công suất trung bình và trọng lượng cất cánh 
4,600 fpm trọng lượng chiến đấu và công suất tối đa (42,245 km/h; 84,125 km/h)